# Podistra
Podistra (лат.) — род жуков из семейства мягкотелок.

## Описание
Жуки длиной от 5 до 15 мм. Большинство видов имеют коричневый окрас.

## Экология
Личинки являются хищниками.

## Виды
Некоторые виды:
- Podistra rufotestacea (Letzner, 1845)
- Podistra schoenherri (Dejean, 1837)